# 1996年夏季残疾人奥林匹克运动会芬兰代表团
1996年夏季残疾人奥林匹克运动会芬兰代表团是芬兰派出的1996年夏季残疾人奥林匹克运动会代表团。获得4枚金牌、5枚银牌和4枚铜牌。